# オルシノール-2-モノオキシゲナーゼ
オルシノール-2-モノオキシゲナーゼ（orcinol 2-monooxygenase）は、次の化学反応を触媒する酸化還元酵素である。
オルシノール + NADH + H+ + O2 {\displaystyle \rightleftharpoons } 2,3,5-トリヒドロキシトルエン + NAD+ + H2O
反応式の通り、この酵素の基質はオルシノールとNADHとH+とO2、生成物は2,3,5-トリヒドロキシトルエンとNAD+とH2Oである。補酵素としてFADを用いる。
組織名はorcinol,NADH:oxygen oxidoreductase (2-hydroxylating)で、別称にorcinol hydroxylaseがある。